# Coulterville
Para el lugar designado por el censo en California, véase: Coulterville.
Coulterville es una villa ubicada en el condado de Randolph en el estado estadounidense de Illinois. En el Censo de 2010 tenía una población de 945 habitantes y una densidad poblacional de 652,71 personas por km².

## Geografía
Coulterville se encuentra ubicada en las coordenadas 38°11′6″N 89°36′16″O / 38.18500, -89.60444. Según la Oficina del Censo de los Estados Unidos, Coulterville tiene una superficie total de 1.45 km², de la cual 1.45 km² corresponden a tierra firme y (0%) 0 km² es agua.

## Demografía
Según el censo de 2010, había 945 personas residiendo en Coulterville. La densidad de población era de 652,71 hab./km². De los 945 habitantes, Coulterville estaba compuesto por el 95.45% blancos, el 1.9% eran afroamericanos, el 0.21% eran amerindios, el 0.53% eran asiáticos, el 0.21% eran isleños del Pacífico, el 0.11% eran de otras razas y el 1.59% pertenecían a dos o más razas. Del total de la población el 0.63% eran hispanos o latinos de cualquier raza.